# Đường lang quyền

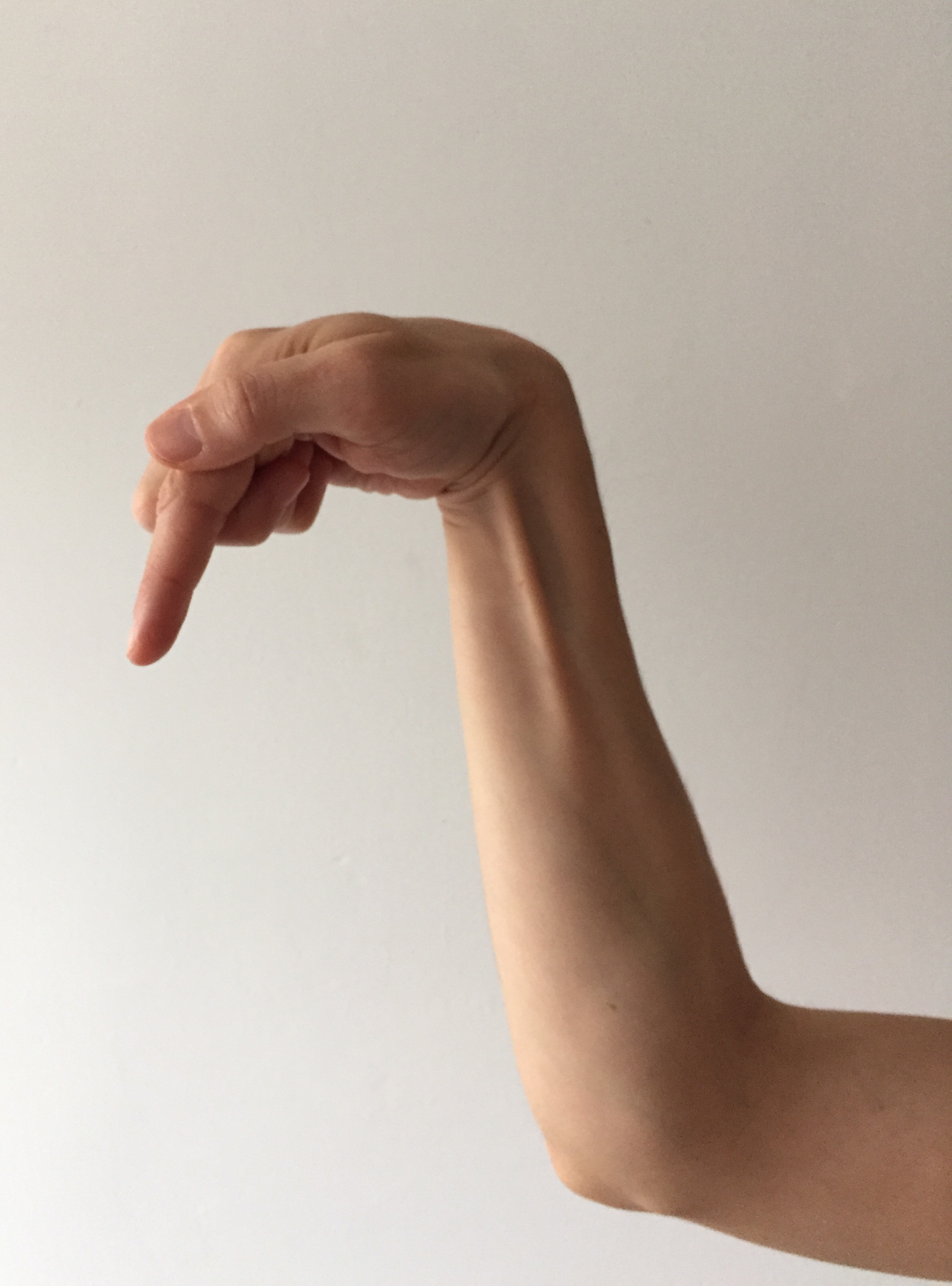
Một động tác võ bọ ngựa

Đường lang quyền (chữ Hán: 螳螂拳; bính âm: Táng láng quán hay còn gọi là võ bọ ngựa; dịch nghĩa tiếng Anh là Praying Mantis Form hay Praying Mantis Fist; có nghĩa là thế võ con bọ ngựa cầu nguyện) là một bộ môn quyền thuật của Thiếu Lâm, của hai phái Đường Lang cả hai miền Nam Bắc Trung Quốc.